# Metical
Nya Metical (Metical moçambicano nuevo) är den valuta som används i Moçambique i Afrika. Valutakoden är MZN. 1 Metical (pluralform meticais) = 100 centavos.
Valutan infördes 2006 och ersatte den tidigare metical som i sin tur 1980 ersatte den portugisiska escudon och har fått sitt namn av det arabiska ordet mitqal för "viktenhet".
Vid det senaste bytet var omvandlingen 1 MZN = 1000 meticals.

## Användning
Valutan ges ut av Banco de Moçambique - BdM som grundades 1974 och har huvudkontoret i Maputo.

## Valörer
- mynt: 1, 2, 5 och 10 Meticais
- underenhet: 1, 5, 10, 20 och 50 centavos
- sedlar: 20, 50, 100, 200, 500 och 1000 MZM